# 梅多布魯克 (特拉華州)
梅多布魯克（英語：Meadowbrook）是位於美國特拉華州紐卡斯爾縣的一個非建制地區。該地的面積和人口皆未知。

## 地理
梅多布魯克的座標為39°45′10″N 75°43′24″W / 39.75278°N 75.72333°W，而該地的平均海拔高度為71米（即233英尺）。